# 圣但尼市郊路
圣但尼市郊路（法語：Rue du Faubourg-Saint-Denis，發音：[ʁy dy fobuʁ sɛ̃ dəni]）是巴黎第十区的一条街道，从北向南纵贯该区，连接聖但尼門和地铁拉沙佩勒站，并经过巴黎北站。

## 历史
圣但尼市郊路的命名，來自於它是圣但尼路延伸到巴黎城墙以外（以今圣但尼门为标志）的郊区部分，也标志着圣拉扎尔监狱的东部边界。
在历史上，这条街是屬於上流社会的区域，被珠宝商和布商占据，是国王前往圣德尼圣殿路线的一段。法国大革命以后，1793年，这条街一度称为“法兰西亚德市郊路”（rue du Faubourg-Franciade），而从圣洛朗路（Rue Saint-Laurent）到拉沙佩勒广场（place de la Chapelle）段更名为圣拉扎尔市郊路和荣耀（Gloire）市郊路。

## 长度
- 从Bonne-Nouvelle大道到马真塔大道：850米
- 从马真塔大道到Cail路：520米
- 从Cail路到夏贝尔大道（boulevard de la Chapelle）：300米

48°52′23″N 2°21′16″E / 48.87306°N 2.35444°E